# Frank Launder
Frank Launder (Hitchin, 28 gennaio 1906 – Monte Carlo, 23 febbraio 1997) è stato un regista, sceneggiatore e produttore cinematografico britannico.

## Filmografia parziale
- I Give My Heart (1936) - sceneggiatura
- La signora scompare (The Lady Vanishes) (1938) - sceneggiatura
- Il nemico di Napoleone (The Young Mr. Pitt) (1942) - sceneggiatura
- Due nella tempesta (Millions Like Us) (1943) - regia e sceneggiatura
- Agente nemico (I See a Dark Stranger) (1946) - regia
- L'amabile furfante (The Rake's Progress) (1945) - sceneggiatura
- Il capitano Boycott (Captain Boycott) (1947)
- Incantesimo nei mari del sud (The Blue Lagoon) (1949) - regia e sceneggiatura
- Nuda ma non troppo (Lady Godiva Rides Again) (1951) - regia e sceneggiatura
- The Belles of St. Trinian's (1954) - regia e sceneggiatura
- Geordie (1955) - regia e sceneggiatura
- Indagine pericolosa (Fortune Is a Woman) (1957) - sceneggiatura
- La dolce vita del soldato Joe (Joey Boy) (1965) - regia e sceneggiatura
- La rapina più scassata del secolo (The Great St. Trinian's Train Robbery) (1966) - regia e sceneggiatura